# Teodor Kocerka
Teodor Kocerka, poljski veslač, * 6. avgust 1927, Bydgoszcz, † 25. september 1999, Varšava.
Kocerka je za Poljsko nastopil na Poletnih olimpijskih igrah 1952, 1956 in 1960. Na prvih in zadnjih igrah je osvojil bronasto medaljo, leta 1956 pa je bil v enojcu četri.